# Taz-Mania
Taz-Mania — серия видеоигр, разработанная для игровых приставок Game Boy, Sega Game Gear, Sega Master System, Sega Mega Drive/Genesis и SNES в 1992—1994 годах. Основывается на мультсериале Taz-Mania.

## Сюжет
Версии игры для разных платформ отличаются по своему сюжету.
В версиях для Sega сюжет заключается в следующем. Папа Таза рассказал тому историю о том, что где-то в Затерянной Долине гигантская доисторическая птица снесла огромное яйцо. Теперь Тазу нужно отправиться в Долину и добыть это яйцо.
Сюжет версии для Game Boy несколько иной. Таз сбегает из Зоопарка Акме и оказывается в тропическом лесу. Здесь он начинает искать место, подходящее для жилья. Однако при этом Таза преследует охотник, который собирается вернуть его обратно в зоопарк.

## Геймплей
В игровом плане версии игры также различаются.

### Game Boy
Тасманийский дьявол по имени Таз перемещается по нескольким уровням-джунглям и уничтожает врагов. Уровни выполнены с использованием двухмерной графики и бокового скроллинга. Основная задача на уровнях — пройти их от начала до конца.

### Sega
В игровом плане версия для Sega сходна с версией для Game Boy. Игра состоит из шестнадцати уровней (автомобильный завод, джунгли, пустыня и др.), на которых присутствуют различные враги-монстры и полезные предметы. Для уничтожения врагов и передвижения на значительное расстояние персонаж использует особый «спецприём».
Полезные предметы находятся в ящиках с надписью ACME. Внутри ящика может быть бонус, пополняющий здоровье, но иногда встречаются и бомбы, имеющие противоположный эффект. Некоторые ящики можно использовать при прохождении уровня (например, чтобы взобраться на возвышенность).

### SNES
Версия для SNES отличается от версий для Game Boy и Sega. На уровнях, построенных с использованием элементов трёхмерной графики, Таз должен, преодолевая препятствия, поймать как можно больше птиц киви до того, как истечёт отведённое время. Здесь также можно использовать «спецприём», однако это отражается на уровне здоровья персонажа.

## Оценки
| Иноязычные издания | Иноязычные издания |
| Издание            | Оценка             |
| ------------------ | ------------------ |
| MegaTech           | 82 %               |
| Sega Power         | 89 %               |

Кадр из первого уровня версии для Sega Mega Drive/Genesis

Игра встретила различные оценки критиков.
Например, игровые журналы Power Unlimited и GamePro оценили версию для карманной консоли Game Boy в 8 баллов из 10 и 3 балла из 5, отметив хорошую графику и анимацию героев, но отнеся к недостаткам малое количество уровней и большое количество врагов.
Версиям для Sega Game Gear и Sega Master System журналы Power Play и Sega Force поставили оценки 59 и 89 баллов из 100. Версию для Sega Mega Drive/Genesis журнал Mean Machines оценил в 81 балл из 100, а информационный сайт Sega-16.com — в 7 баллов из 10; сайт The Video Game Critic поставил ей оценку F. Критики положительно оценили игровой процесс, графическое и музыкальное оформление, но отметили при этом недостатки в дизайне уровней и звуковом сопровождении, неудобное управление и высокую сложность игры.
Веб-сайты 1UP! и All Game Guide поставили версии для SNES 75 баллов из 100 и 3,5 баллов из 5, выделив среди достоинств игры динамичный игровой процесс и невысокую сложность.
По версии сайта GameSpot, наиболее высокую оценку получила версия для Game Boy (7 баллов из 10), а наиболее низкую — для SNES (6 баллов из 10). Сайт GameFAQs оценил версию для Sega Mega Drive/Genesis в 6,3 баллов, а версию для Sega Game Gear — в 3,8 баллов из 10.